# ويليام ر. إليس
ويليام ر. إليس (بالإنجليزية: William R. Ellis)‏ هو محامي وقاضي وسياسي أمريكي، ولد في 23 أبريل 1850 في الولايات المتحدة، وتوفي في 18 يناير 1915 في بورتلاند في الولايات المتحدة. حزبياً، نشط في الحزب الجمهوري. وقد انتخب المدعي العام ‏ وانتخب عضو مجلس النواب الأمريكي.